# フランソワ・トンバルバイ

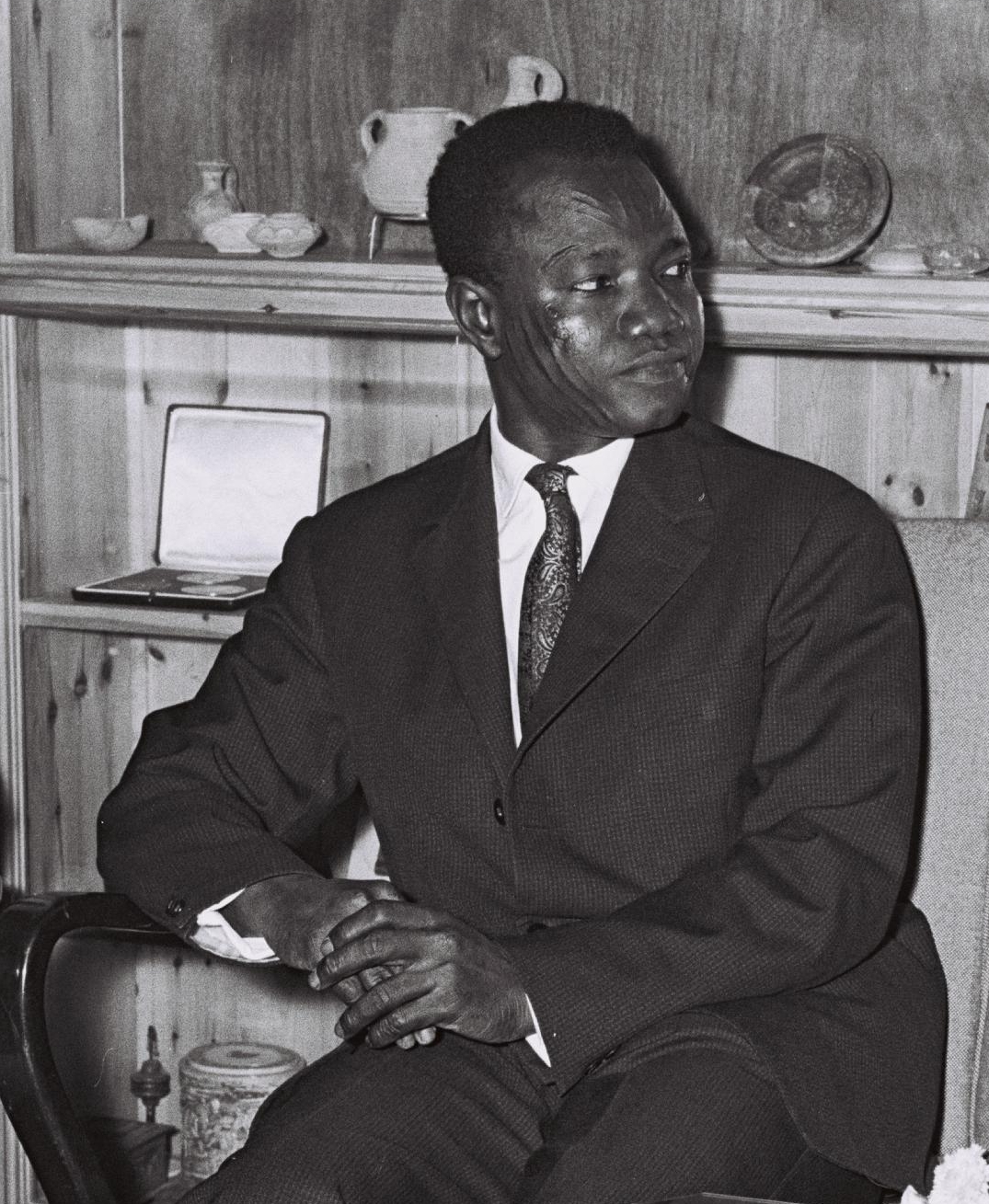
フランソワ・トンバルバイ

フランソワ・トンバルバイ（François Tombalbaye、のちにンガルタ・トンバルバイ　Ngarta Tombalbayeに改名、1918年6月15日-1975年4月13日）は、チャドの政治家。チャドの初代大統領を務めた(在任1960年-1975年）。姓はトンバルバイエとも表記される。
トンバルバイは1918年、チャド植民地南部のモワイヤン・シャリ県のサラ人のキリスト教徒の家に生まれた。チャド進歩党がガブリエル・リゼットによって結党されるとこれに参加し、1959年5月にリゼットに代わってチャド進歩党の党首に就任。フランス領赤道アフリカの各植民地の独立が現実的となると、赤道アフリカの4植民地をまとめた中部アフリカ共和国連合構想を推進したが、ガボンの反対や中央アフリカの混乱などによって果たせなかった。
1960年8月11日、チャドが独立すると、トンバルバイは大統領に就任した。トンバルバイは南部のキリスト教徒の出身であり、政権基盤もそこに置かれていたが、南部のキリスト教徒はチャド総人口の7%程度に過ぎず、総人口の50%を超える北部のイスラム教徒との対立は深まる一方であった。さらにトンバルバイは独裁化を進め、1962年には自身の与党チャド進歩党（PPT）以外の政党を禁止し、1963年には正式に一党独裁制に移行。南部優遇とあいまって、特に北部において不満が爆発し、1969年には北部のイスラム教徒がチャド民族解放戦線（FROLINAT）を結成し、反政府活動を行い始め、内戦が勃発した。FROLINATはリビアのカッザーフィーの支援を受けており、これに対抗するためにトンバルバイはフランスに支援を要請し、フランス軍がチャドに派兵された。
1973年、トンバルバイはザイールのモブツ大統領の政策に範をとり、アフリカ化政策に乗り出した。首都フォール=ラミーはンジャメナと改名され、トンバルバイのファーストネームもフランソワからンガルタへと変更された。
1974年、主要輸出商品である綿花の増産政策が打ち出されたが、当時のチャドは大旱魃に見舞われており、綿花の増産は不可能な状況であったため、さらにチャド国民の不満は募っていった。
1975年、フェリックス・マルーム将軍によるクーデターが発生し、トンバルバイも暗殺された。